# カルネアデスの板

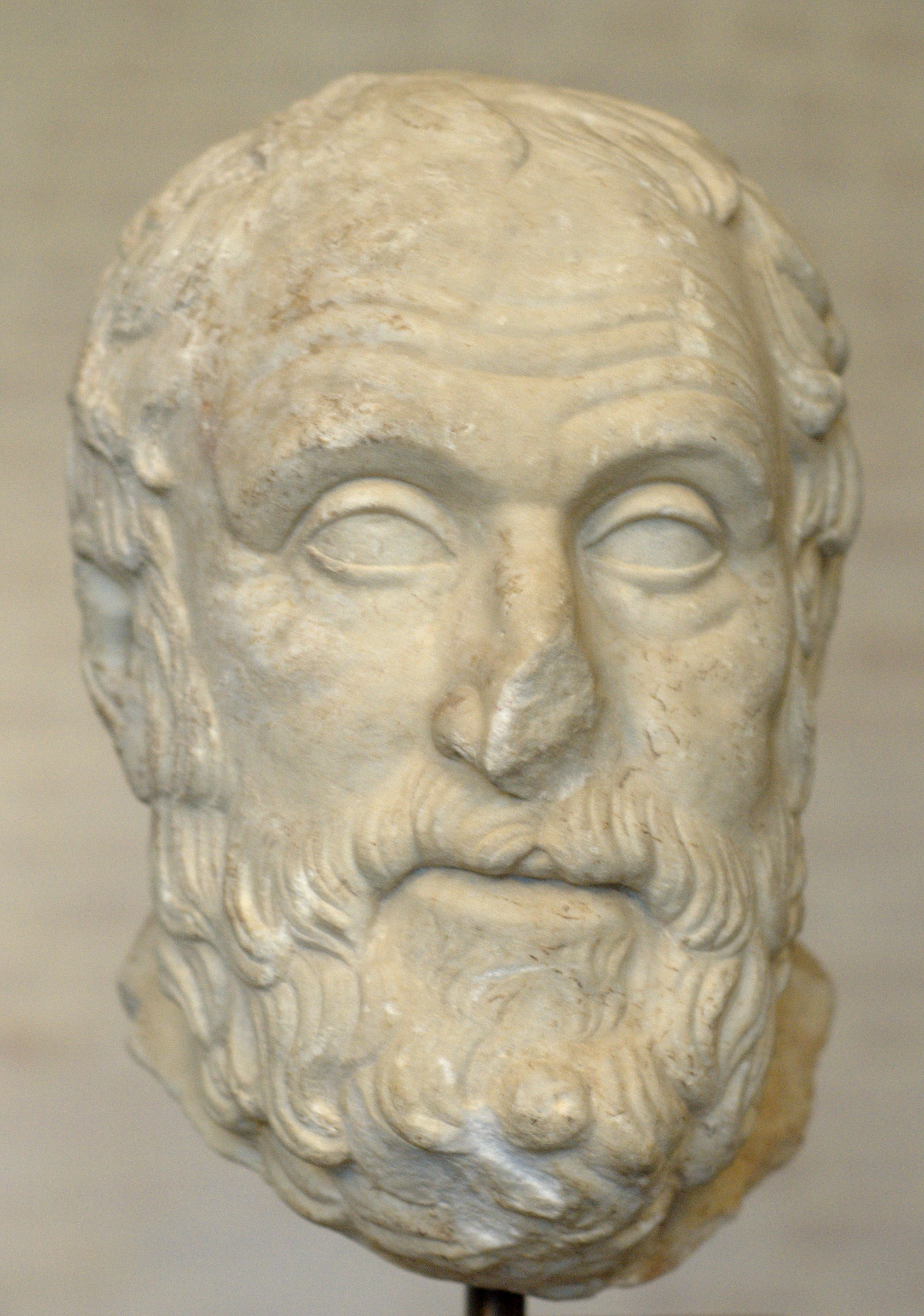
カルネアデス

カルネアデスの板（カルネアデスのいた、英: Plank of Carneades）は、古代ギリシアの哲学者、カルネアデスが出したといわれる下記の倫理学上の思考実験の問題。カルネアデスの舟板（カルネアデスのふないた）ともいう。
この問題は、現代の刑法学でしばしば取り上げられる。日本の法律では、刑法第37条の「緊急避難」に該当すれば、この男は罪に問われないが、その行為によって守られた法益と侵害された法益のバランスによっては、「過剰避難」と捉えられる場合もある。

## 典拠
カルネアデス自身の著作は現存しない。この問題が記された文献は、4世紀のラクタンティウス『神的教理』第5巻の正義論を扱う箇所である。同箇所は、おそらく前1世紀のキケロ『国家について』第3巻を下敷きにしているが、『国家について』は断片的にしか現存しておらず、当該部分は前後のみ現存している。そこから、カルネアデスはこの問題をローマで披露した、ということが読み取れる。
前155年、カルネアデスはアテナイの外交使節としてローマを訪れた際、正義論を演説した翌日に正義への懐疑論を演説する、というパフォーマンスをし、その中でこの問題を披露した。哲学という学問をまだ知らなかったローマ人たちは、これに衝撃を受けた。このエピソードはローマ哲学の始まりにも位置付けられる。
ラクタンティウス以外にも、著者不明の『テアイテトス注解』（中期プラトン主義文献）がこの問題に言及している。

## 作品

### 小説
- ミステリーでは法廷物で引用されることが多々あり、中でも有名なのが松本清張の『カルネアデスの舟板』である。
- トム・ゴドウィンのSF小説『冷たい方程式』は、このテーマのSF作品の中でも最も注目に値する作品であるといわれている。具体的には「ギリギリの燃料しか積んでいない宇宙船に密航者がいた。この宇宙船は疫病のワクチンを運んでいるが、密航者を放棄しなければ燃料が足りない。多くの患者を救うために密航者を宇宙空間に放棄すべきか？」というもの（詳細は『SFマガジン・ベスト1 冷たい方程式』（ハヤカワ文庫、1980年）巻末の伊藤典夫による解説を参照）。
- 『ぼくらの ~alternative~』の1巻の後半にて、カルネアデスの板の意味が会話に出てくる。

### アニメ
- デイヴィッドプロダクション制作のテレビアニメ『サクラダリセット』第24話において、主人公の浅井ケイが浦地正宗にカルネアデスの板について尋ねる場面がある。
- ガイナックス製作のOVA『トップをねらえ!』第6話では、「人類と地球を存続させるために銀河系中心部を消滅させる」という内容の、カルネアデスの板から名前が取られた「カルネアデス計画」の発動が描かれている。
- ufotable製作のアニメ『GODEATER』において、フェンリル極東支部長室に、カルネアデスの板を描いた絵画がある。支部長ヨハネス・フォン・シックザールは自身の画策する「ロケットを用いて一部の人間が地球を脱出し、終末捕食による地球の浄化が終わり次第帰還、新しく文明を築く」という「アーク計画」に対する決意としてこの絵を飾っており、「今生きている人間を犠牲に人類という種を救う」と語っている。

### コミック
- 星野之宣の初期SF短編『カルネアデス計画』の中で「カルネアデスの舟板」についての詳しい説明がある。作品の内容は、パラレルワールドにある２つの地球が同一空間上に出現してしまったため、一方の進歩した科学力を持つ地球人類は、自らが助かるためにもう一方の地球を破壊するという話。
- 『金田一少年の事件簿』悲恋湖伝説殺人事件では、事件の3年前に起こった船の沈没事故にて、犯人の恋人はボートに乗せてもらえず死亡。彼女をボートに乗せることを拒んだ人物の回想や事件の真相解明時に「カルネアデスの板」への言及がある。
- 『続・少年探偵彼方 ぼくらの推理ノート』第28話「彼方よ永遠に……！ 炎に消えた名探偵（前編）」にて「カルネアデスの板」への言及がある。敵となる犯罪プランナーが、人質にした子どもを用いて、消防士である主人公の父親を罠にかける場面において、その罠で人質（子ども）か消防士（主人公の父）のどちらかが生き残れる局面を演出し「カルネアデスの板」を例に出した。その際に「カルネアデスの板」について「消防士や警官のような他人を守ることを職業にしている人間にはそれは適用されない」[5]と言及している。

## 引用・脚注
1. 1 2 3  名和鐵郎 小学館 日本大百科全書(ニッポニカ)『カルネアデスの板』 - コトバンク
2. 1 2 3 4 5 6  近藤智彦「カルネアデスの反正義論の射程」『ギリシャ哲学セミナー論集』8巻、ギリシャ哲学セミナー、2011年。23f頁。
3. 1 2  近藤智彦 著「ローマに入った哲学」、伊藤邦武；山内志朗；中島隆博；納富信留 編『世界哲学史 2』筑摩書房〈ちくま新書〉、2020年。ISBN 9784480072924。34頁。
4. ↑  國方栄二『ギリシア・ローマ ストア派の哲人たち セネカ、エピクテトス、マルクス・アウレリウス』中央公論新社、2019年。ISBN 9784120051579。96頁。
5. ↑  夏緑原作・祥寺はるか作画、『続 少年探偵彼方 ぼくらの推理ノート』5巻（エニックス刊）p.91